# Op elkaar
Op elkaar is de vijfde single van het album Parels van de Vlaamse meidengroep K3. De single kwam uit in 2000.
De hoogste positie in de Vlaamse Ultratop 50 was plaats nummer 40 en stond 5 weken in de lijst. In Nederland kwam de single niet binnen in de hitlijsten.

## Tracklist
1. Op elkaar (remix 2000) (3:56)
2. Op elkaar (instrumentaal) (3:56)

## Hitnoteringen

### VlaamseUltratop 50
| Hitnotering: 25-03-2000 t/m 22-04-2000 | Hitnotering: 25-03-2000 t/m 22-04-2000 | Hitnotering: 25-03-2000 t/m 22-04-2000 | Hitnotering: 25-03-2000 t/m 22-04-2000 | Hitnotering: 25-03-2000 t/m 22-04-2000 | Hitnotering: 25-03-2000 t/m 22-04-2000 | Hitnotering: 25-03-2000 t/m 22-04-2000 |
| Week:                                  | 1                                      | 2                                      | 3                                      | 4                                      | 5                                      |                                        |
| -------------------------------------- | -------------------------------------- | -------------------------------------- | -------------------------------------- | -------------------------------------- | -------------------------------------- | -------------------------------------- |
| Positie:                               | 44                                     | 43                                     | 49                                     | 40                                     | 40                                     | uit                                    |